# Tynemouth Castle

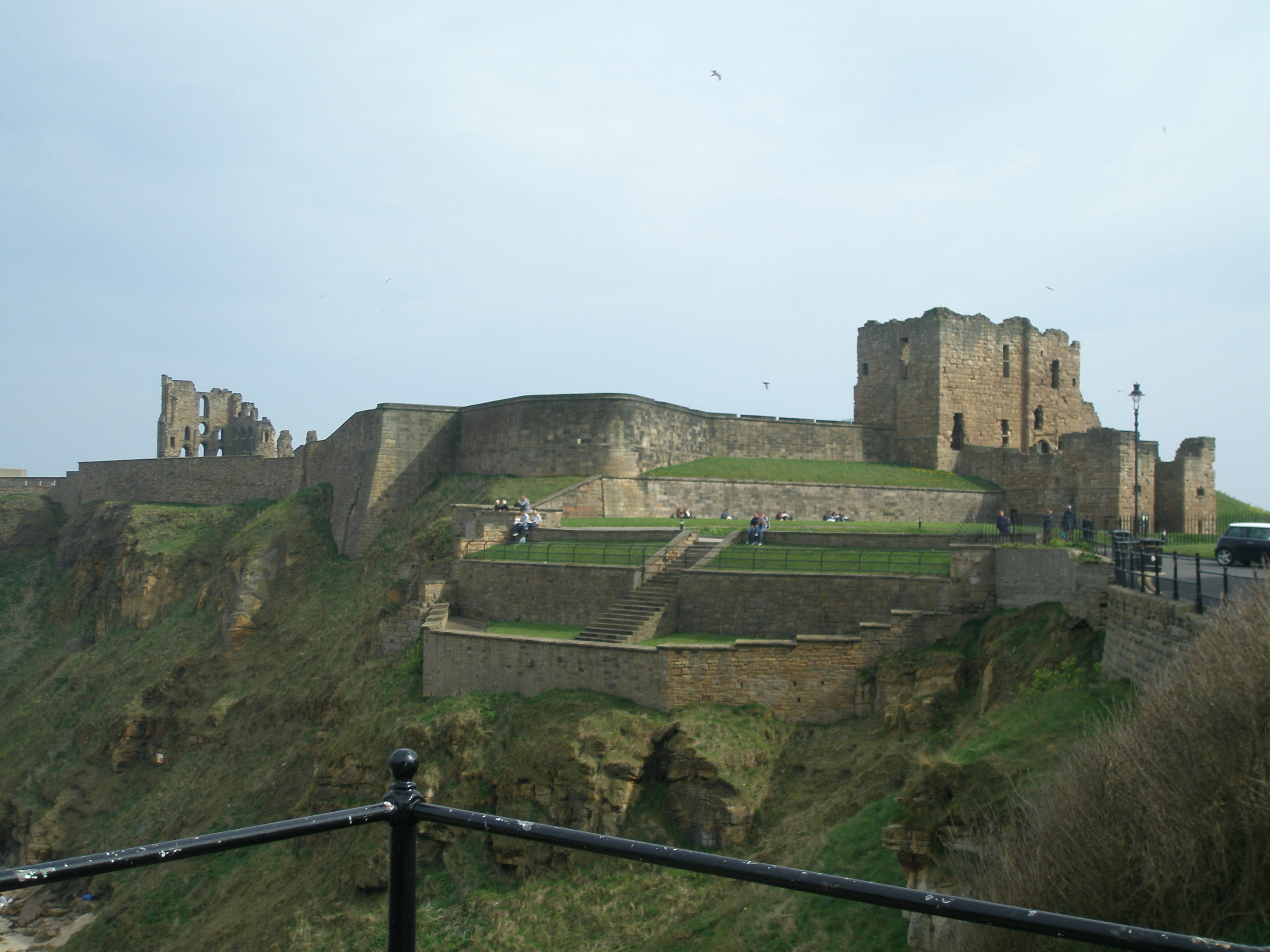
Tynemouth Castle von Norden mit der Priorei dahinter

Tynemouth Castle ist eine Burg auf einer felsigen Landzunge (namens Bel Drag) über dem Pier von Tynemouth in der englischen Grafschaft Tyne and Wear. Die von einem Burggraben umgebenen Türme, das Torhaus und der Donjon liegen auf demselben Gelände wie die Ruinen einer alten Benediktinerpriorei, wo die frühen Könige von Northumbria beerdigt wurden. Das Wappen der Stadt Tynemouth enthält drei Kronen, die daran erinnern, dass in der Priorei drei Könige begraben liegen.

## Ursprünge der Priorei
Man weiß nur wenig über die frühe Geschichte des Anwesens. Einige römische Steine hat man dort gefunden, aber es gibt keinen definitiven Beweis für eine römische Siedlung an dieser Stelle. Die Priorei wurde Anfang des 7. Jahrhunderts gegründet, vermutlich von Edwin von Northumbria. 651 wurde Oswine, der König von Deira, von den Soldaten Oswius von Bernicia ermordet und anschließend wurde seine Leiche nach Tynemouth zur Bestattung gebracht. Er wurde bald nach seinem Tod als Heiliger verehrt und seine Grabstätte wurde zur Wallfahrtsstätte. Er war der erste der drei Könige, die in Tynemouth begraben wurden.
Im Jahre 792 wurde Osred, der 789–790 König von Northumbria war und dann abgesetzt wurde, ermordet. Er wurde ebenfalls in der Priorei begraben. Der dritte König, der in Tynemouth begraben wurde, war Malcolm III., König von Schottland, der 1093 in der Schlacht von Alnwick fiel. Die Leiche des Königs wurde in der Regierungszeit seines Sohnes Alexander nach Norden überführt, um in der Dunfermline Abbey oder möglicherweise auch in Iona erneut begraben zu werden.

## Angriff der Dänen
Im Jahre 800 plünderten die Dänen die Priorei Tynemouth. Danach verstärkten die Mönche die Befestigungen ausreichend, um einen weiteren Angriff der Dänen 832 abzuwehren. Im Jahre 865 allerdings wurden Kirche und Kloster bei einem erneuten Angriff der Dänen zerstört. Auch wurden die Nonnen von St. Hilda, die im Kloster Schutz gesucht hatten, massakriert. Auch 870 wurde die Priorei wieder von den Dänen geplündert und 875 schließlich völlig zerstört. Nur die kleine Pfarrkirche der Heiligen Maria blieb übrig.

## Regierungszeit der Normannen
Earl Toste machte Tynemouth in der Regierungszeit Eduards des Bekenners zu seiner Festung. Damals war die Priorei bereits aufgegeben und das Grab des Heiligen Oswin war vergessen. Nach der Legende erschien der Heilige Oswin Edmund, einem Novizen, der dort als Einsiedler lebte. Der Heilige zeigte Edmund, wo seine Leiche lag und so wurde das Grab 1065 wiederentdeckt. Toste fiel 1066 in der Schlacht von Stamford Bridge und konnte das Kloster nicht wiedergründen, wie er es eigentlich vorgehabt hatte.

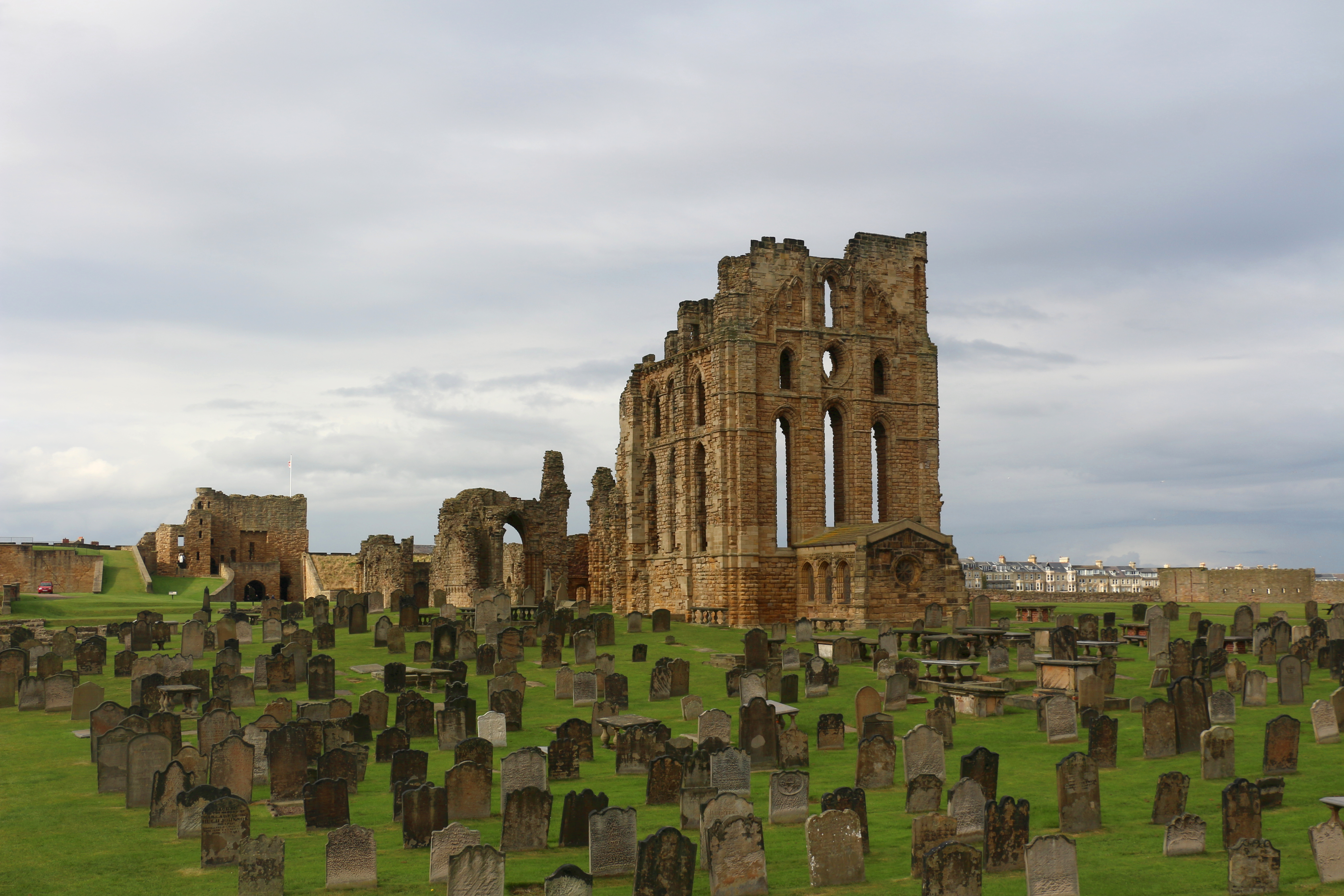
Die Überreste der Priorei Tynemouth

1074 gab Waltheof II., Earl of Northumbria, der letzte der angelsächsischen Edelleute, die Kirche den Mönchen von Jarrow zu Lehen, zusammen mit der Leiche des Heiligen Oswin, die für eine gewisse Zeit dorthin überführt wurde. Im Jahre 1090 entschloss sich Robert de Mowbray, der Earl of Northumberland, die Priorei Tynemouth erneut zu gründen, aber er befand sich in Streit mit William de St-Calais, dem Bischof von Durham. So stellte er die neue Priorei unter die Gerichtsbarkeit von St Albans. 1090 wurden Mönche von St Albans entsandt, um das neue Kloster zu besetzen. Als aber der Abt von St Albans 1093 zu Besuch weilte, traf ihn Prior Thurgot von Durham und verwahrte sich gegen die widerrechtliche Aneignung der Rechte von Durham.
1093 fiel Malcolm III. von Schottland in England ein und wurde von Robert de Mowbray in der Schlacht von Alnwick umgebracht. Malcolms Leiche wurde in der Priorei Tynemouth beigesetzt und verblieb dort eine Zeitlang. Man denkt aber, dass er später exhumiert und in der Dunfermline Abbey in Schottland erneut beigesetzt wurde. 1095 suchte Robert de Mowbray Zuflucht in Tynemouth Castle, nachdem er gegen Wilhelm II. rebelliert hatte. Wilhelm belagerte die Burg und eroberte sie nach zwei Monaten. Mowbray gelang es, zum Bamburgh Castle zu fliehen, kehrte aber später nach Tynemouth zurück. Die Burg wurde erneut erobert, Mowbray von dort fortgebracht und lebenslang wegen Verrats eingesperrt. Im Jahre 1110 wurde eine neue Kirche auf dem Anwesen fertig.

## Die Burg

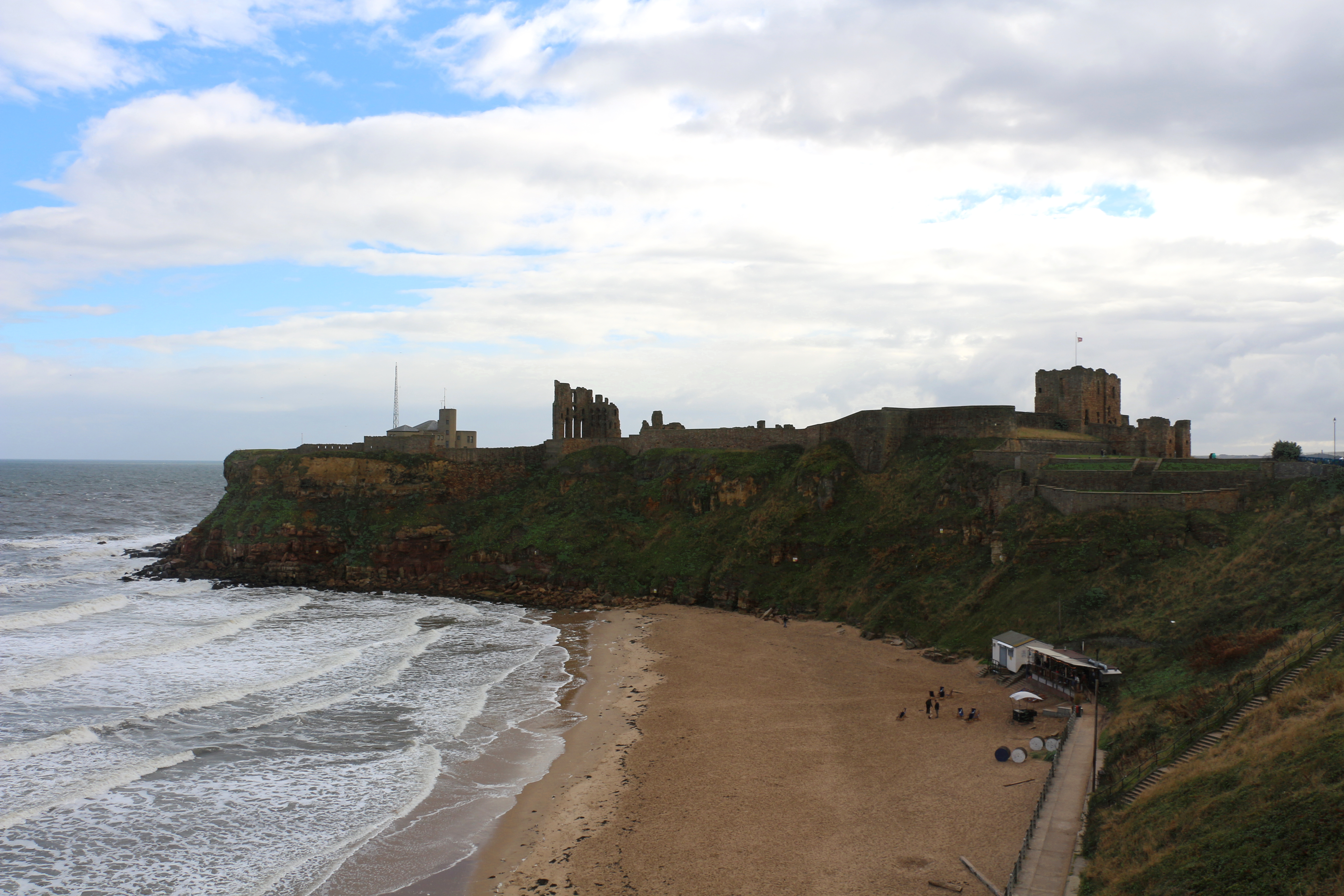
Burg und Priorei Tynemouth vom Strand in Tynemouth aus. Man sieht ihre strategisch günstige und dramatische Lage auf der Landzunge.

Man denkt, dass es zur Zeit von Mowbrays Gefangennahme 1095 bereits eine Burg an dieser Stelle gab, die aus Erdwällen und einer hölzernen Einpfählung bestand. 1296 erhielt der Prior von Tynemouth die königliche Erlaubnis, das Kloster mit Steinmauern zu umgeben, was er auch tat. 1390 wurden ein Torhaus und eine Barbakane auf der Landseite der Burg hinzugefügt. Bis heute sind ein großer Teil der Struktur der Priorei und auch des Torhauses und der 975 Meter langen Mauern der Burg erhalten.

## Eduard II.
Im Jahre 1312 fand König Eduard II. zusammen mit seinem Favoriten Piers Gaveston Zuflucht auf Tynemouth Castle, bevor er auf dem Seeweg nach Scarborough Castle floh. Diese Ereignisse wurden von Christopher Marlowe in seinem Theaterstück Eduard II. dramatisiert, das 1594 veröffentlicht wurde. Akt 2, Szene 2 des Theaterstücks spielt „vor Tynemouth Castle“, Akt 2, Szene 3 „bei Tynemouth Castle“ und Akt 2, Szene 4 „in Tynemouth Castle“. Die Priorei Tynemouth war auch der Ruheplatz von Eduards illegitimem Sohn, Adam FitzRoy. FitzRoy begleitete seinen Vater bei den Angriffen auf Schottland 1322 und starb am 18. September 1322 aus unbekanntem Grund. Er wurde am 30. September 1322 in der Priorei Tynemouth beigesetzt; sein Vater bezahlte das Seidentuch und Goldfaden, das über seine Leiche gebreitet wurde.

## Reformation

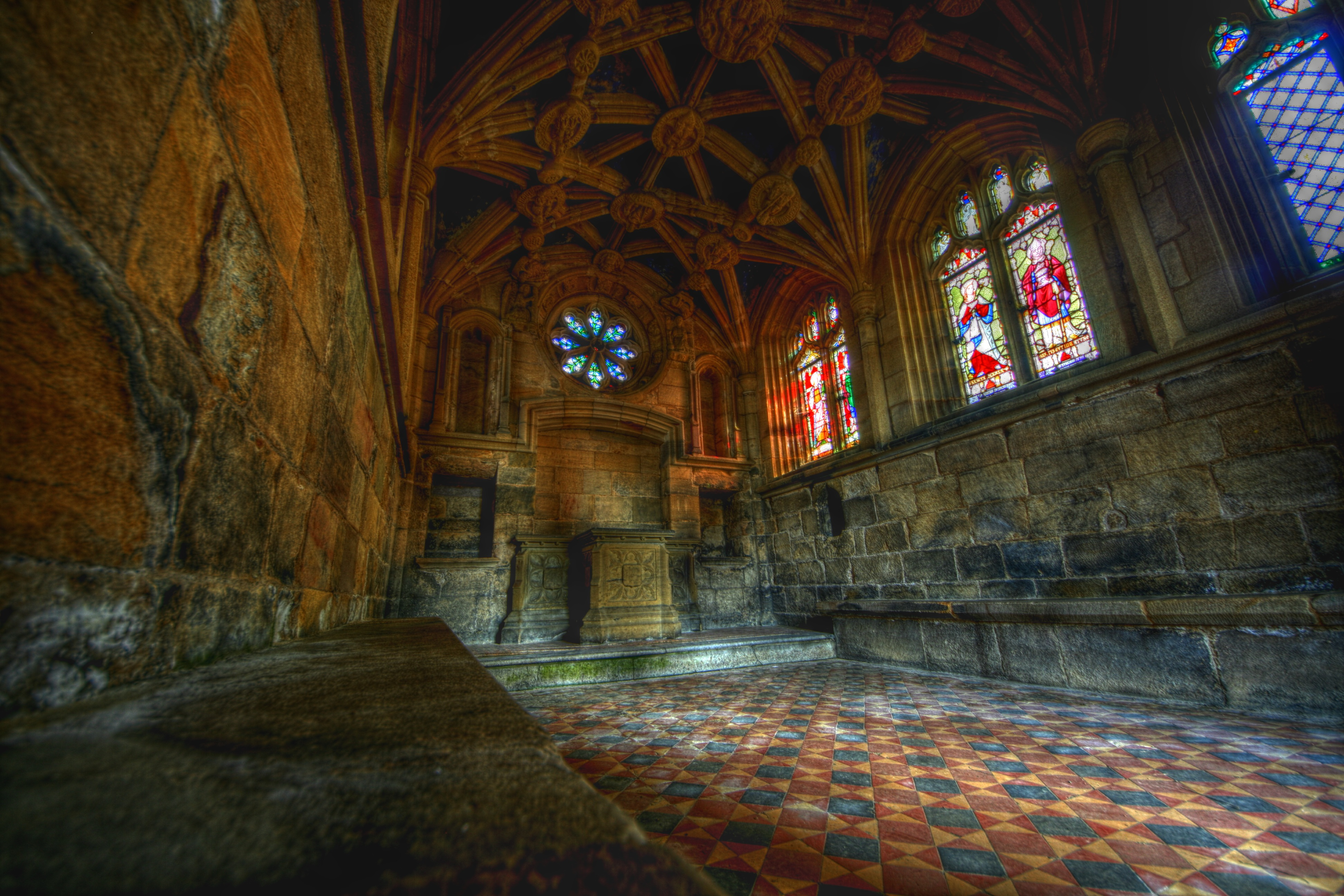
Die Betkammer von St Mary, bzw. der Percy Chapel

Im Jahre 1538 wurde das Kloster von Tynemouth von Robert Blakeney, dem letzten Prior, aufgelöst. Damals wohnten dort neben dem Prior noch 15 Mönche und 3 Novizen. Die Priorei und die angrenzenden Ländereien wurden von Heinrich VIII. übernommen und Sir Thomas Hilton zu Lehen gegeben. Die Klostergebäude wurden abgerissen, nur die Kirche und das Haus des Priors blieben erhalten. Die Burg selbst aber blieb in königlicher Hand. Ab 1545 wurden nach den Ratschlägen des Bauingenieurs Richard Lee und der italienischen Militäringenieure Gian Tommaso Scala und Antonio da Bergamo neue Artilleriebefestigungen angelegt. Die mittelalterlichen Burgmauern wurden mit neuen Schießscharten versehen. 1564 wurde auf Tynemouth Castle Henry Percy, 9. Earl of Northumberland, geboren, als sein Vater, der 8. Earl Statthalter der Burg war.

## Weitere Geschichte

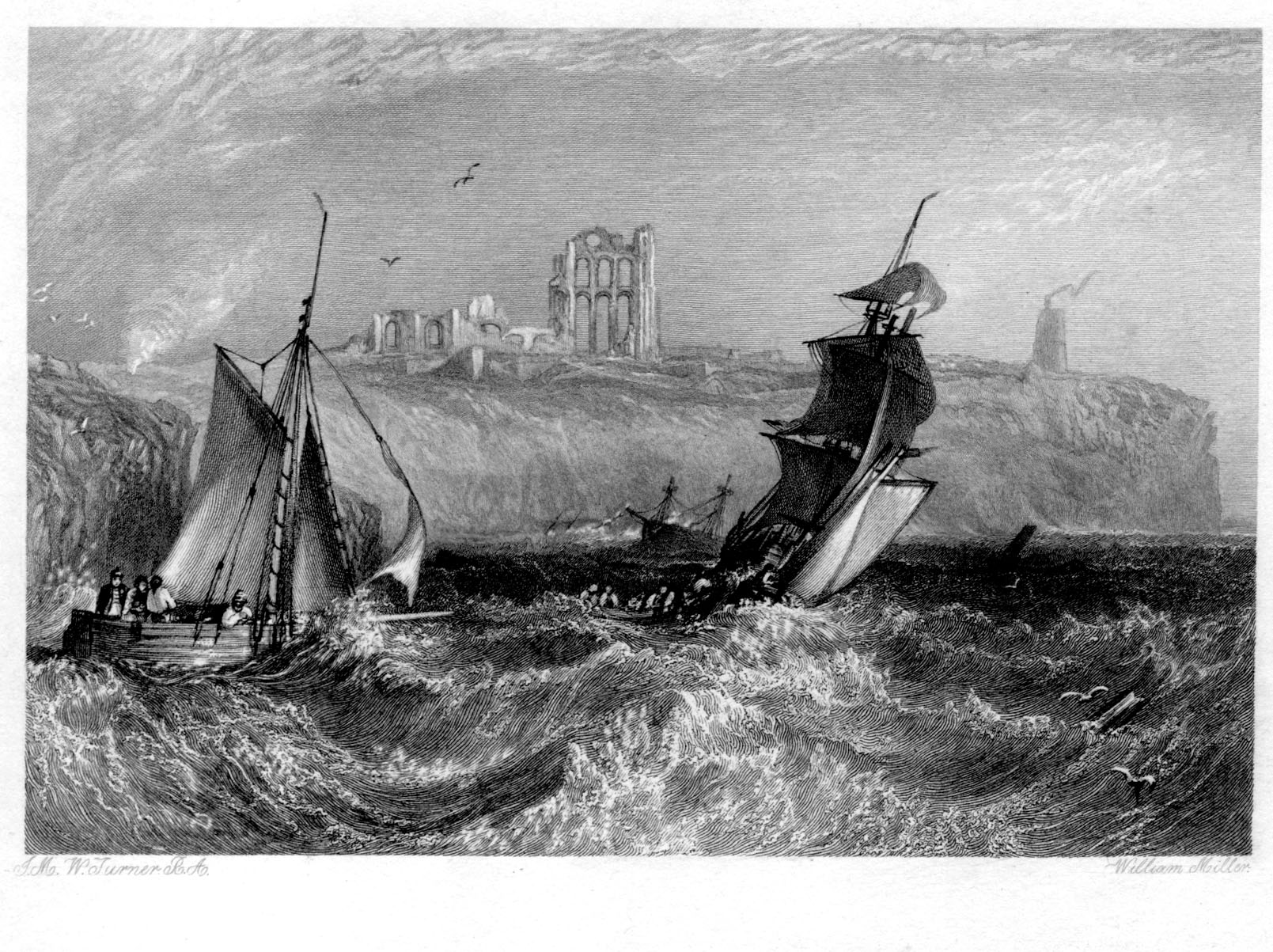
Priorei Tynemouth: Gravierung von William Miller aus dem Jahre 1867 nach einem Gemälde von William Turner. Der Leuchtturm, der später abgerissen wurde, ist ganz rechts auf der Landzunge zu sehen.

Die Kirche blieb als Pfarrkirche bis 1668 in Benutzung. Dann wurde eine neue Kirche in der Nähe gebaut. Die Ruinen der alten Kirche sind bis heute erhalten. Unterhalb befindet sich eine kleine Kapelle (6 Meter × 4 Meter), Betkammer der Hl. Maria oder Percy Chapel genannt. Ihre besonders schöne Ausstattung enthält ein Deckengemälde mit einer Reihe von Wappen und anderen Symbolen, bunte Glasfenster an der Seite und eine kleine Rosette in der Ostwand über dem Altar.
1665 baute man einen Leuchtturm auf der Landzunge (mit Steinen der aufgegebenen Priorei) innerhalb der Burgmauer als Seezeichen für Schiffe, die in den Tyne einfuhren. 1775 wurde dieser Leuchtturm durch ein neueres Exemplar ersetzt. Der Leuchtturm war anfangs kohlebefeuert. 1802 wurde dann stattdessen eine Öllampe angebracht, 1871 ein rotes Drehlicht. Der Leuchtturm, den 1841 Trinity House kaufte, blieb bis 1895 in Betrieb. Dann wurde er durch St. Mary’s Lighthouse in der Whitley Bay nördlich davon ersetzt. Der alte Leuchtturm wurde 1898 abgerissen.

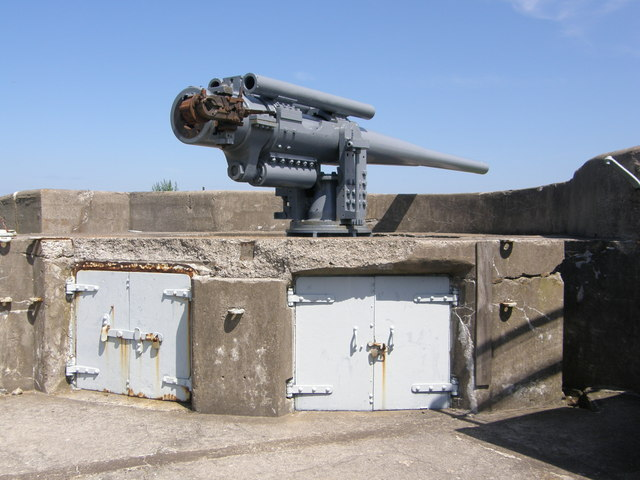
Geschützstand auf dem Gelände der Priorei

Ende des 19. Jahrhunderts diente die Burg als Kaserne, wobei etliche neue Gebäude hinzugefügt wurden. Viele davon wurden aber nach einem Brand 1936 wieder entfernt. Im Zweiten Weltkrieg spielte die Burg eine Rolle als Küstenbefestigung zum Schutz der Tyne-Mündung. Heute wird sie von English Heritage verwaltet und ist gegen ein geringes Eintrittsgeld zu besichtigen. Die restaurierten Abschnitte der Küstenbefestigung sind öffentlich zugänglich. Dazu gehören auch ein Wachraum und das Hauptmagazin, wo Besucher sehen können, wie man mit sicher mit Munition umging und sie schützte.
Ursprünglich war die Landzunge vollständig mit einer Kurtine mit Türmen eingeschlossen, aber der Nord- und Ostteil der Burgmauer stürzte ins Meer und der größte Teil der südlichen Mauer wurde abgerissen. Die westliche Burgmauer und das Torhaus sind gut erhalten. In jüngster Zeit entstanden moderne Gebäude für Her Majesty’s Coastguard. Allerdings wurde die neue Küstenwachstation, die 1980 gebaut und von Prinz Charles eröffnet wurde, 2001 geschlossen.